# Parma Associazione Sportiva 1962-1963
Questa voce raccoglie le informazioni riguardanti il Parma Associazione Sportiva nelle competizioni ufficiali della stagione 1962-1963.

## Stagione
Nella stagione 1962-63 il Parma con 35 punti si piazza a metà classifica, 4 punti sopra il Como la migliore delle retrocesse con 31 punti, le altre sono Sambenedettese con 30 punti e Lucchese staccata con 21 punti. In Serie A salgono il Messina con 50 punti, il Bari e la Lazio con 48 punti. In Coppa Italia il Milan fa passerella al "Tardini" con una rete di Altafini.
In casa ducale si rende inevitabile la cessione di Angelo Spanio al Torino, operazione che frutta 40 milioni, ossigeno necessario per allestire una formazione competitiva. Arrivano a Parma l'ala Vittorio Zanetti dal Forlì, poi a novembre la punta Renzo Uzzecchini dal Mantova, mentre si mette in luce nel corso della stagione il giovane del vivaio Mario Zurlini. Affidata all'allenatore Mario Genta la squadra crociata non fa miracoli, inizia il torneo con due battute d'arresto casalinghe, faticando a ingranare la giusta marcia, e dopo 10 sconfitte subite in 17 partite di campionato, viene sollevato il tecnico e sostituito con Ugo Canforini che è un allenatore locale, il quale con umiltà e modestia risolleva il morale della squadra, e dopo il miracolo romano, vale a dire la prestigiosa vittoria esterna (0-1) con la Lazio, trova le energie ed i risultati che le permettono di chiudere il torneo cadetto al tredicesimo posto, con una meritata salvezza, quattro punti sopra la zona che scotta. In Coppa Italia subito fuori al primo turno con il Milan (0-1).

## Rosa
| N. |                   | Ruolo | Calciatore          |
| -- | ----------------- | ----- | ------------------- |
|    | Italia (bandiera) | D     | Alberto Anceschi    |
|    | Italia (bandiera) | D     | Ubaldo Balbi        |
|    | Italia (bandiera) | C     | Giorgio Brigo       |
|    | Italia (bandiera) | C     | Bruno Bruschettini  |
|    | Italia (bandiera) | C     | Corrado Corradi     |
|    | Italia (bandiera) | A     | Francesco Ferrarini |
|    | Italia (bandiera) | D     | Gian Paolo Fontana  |
|    | Italia (bandiera) | A     | Giovanni Meregalli  |
|    | Italia (bandiera) | A     | Innocente Meroi     |
|    | Italia (bandiera) | C     | Olmes Neri          |
|    | Italia (bandiera) | D     | Ermes Polli         |
|    | Italia (bandiera) | C     | Flavio Possanzini   |
|    | Italia (bandiera) | A     | Carlo Rancati       |

| N. |                   | Ruolo | Calciatore           |
| -- | ----------------- | ----- | -------------------- |
|    | Italia (bandiera) | P     | Alberto Recchia      |
|    | Italia (bandiera) | C     | Alessandro Romani    |
|    | Italia (bandiera) | C     | Renzo Sassi          |
|    | Italia (bandiera) | D     | Primo Sentimenti     |
|    | Italia (bandiera) | D     | Aldo Silvagna        |
|    | Italia (bandiera) | A     | Nicola Taiano        |
|    | Italia (bandiera) | A     | Silvio Smersy        |
|    | Italia (bandiera) | P     | Gianni Uccelli       |
|    | Italia (bandiera) | A     | Renzo Uzzecchini     |
|    | Italia (bandiera) | D     | Giancarlo Versolatto |
|    | Italia (bandiera) | C     | Fausto Vicino        |
|    | Italia (bandiera) | C     | Vittorio Zanetti     |
|    | Italia (bandiera) | D     | Mario Zurlini        |

## Risultati

### Serie B

#### Girone di andata
| Arbitro: | Ferrari (Milano) |

|  |           |           |
|  | Marcatori | 53’ Kolbl |

| Arbitro: | Cataldo (Reggio Calabria) |

|             |           |                                         |
| Zanetti 37’ | Marcatori | 24’, 52’ Pacco 73’ Pirovano 87’ Ciccolo |

| Arbitro: | Barolo (Noale) |

|                         |           |                                         |
| Vanini 60’ Frontali 87’ | Marcatori | 1’ (aut.) Raise 12’ Meregalli 54’ Meroi |

| Arbitro: | Rancher (Roma) |

|                                           |           |  |
| Giammarinaro 42’ Catalano 69’ Carrano 77’ | Marcatori |  |

| Arbitro: | Cirone (Palermo) |

|  |           |           |
|  | Marcatori | 6’ Oldani |

| Cagliari 21 ottobre 1962 6ª giornata | Cagliari          | 0 – 0 | Parma | Stadio Amsicora\| Arbitro: \| Pignatta (Torino) \| |
| Arbitro:                             | Pignatta (Torino) |       |       |                                                    |

| Arbitro: | D'Agostini (Roma) |

|          |           |           |
| Neri 61’ | Marcatori | 39’ Turra |

| Arbitro: | Monti (Ancona) |

|                            |           |  |
| Mantovani 77’ Trevisan 90’ | Marcatori |  |

| Arbitro: | Marengo (Chiavari) |

|  |           |             |
|  | Marcatori | 10’ Corradi |

| Parma 18 novembre 1962 10ª giornata | Parma            | 0 – 0 | Lazio | Stadio Ennio Tardini\| Arbitro: \| Politano (Cuneo) \| |
| Arbitro:                            | Politano (Cuneo) |       |       |                                                        |

| Arbitro: | Sebastio (Taranto) |

|               |           |  |
| Selmosson 21’ | Marcatori |  |

| Arbitro: | Jonni (Macerata) |

|                                   |           |                            |
| Zurlini 66’ Uzzecchini 81’ (rig.) | Marcatori | 14’ Fascetti 56’ Calzolari |

| Arbitro: | Lombardini (Firenze) |

|                                                   |           |  |
| Meregalli 44’ Bruschettini 64’ Orlando 82’ (aut.) | Marcatori |  |

| Arbitro: | Samani (Trieste) |

|                                            |           |               |
| Ferrario 39’ Traspedini 51’ Campagnoli 84’ | Marcatori | 67’ Meregalli |

| Arbitro: | Angelini (Firenze) |

|           |           |  |
| Brigo 86’ | Marcatori |  |

| Arbitro: | Cadel (Mestre) |

|                               |           |  |
| Muzzio 2’, 69’, 70’, 81’, 86’ | Marcatori |  |

| Arbitro: | Bernardis (Trieste) |

|                     |           |  |
| Beni 7’ Buratti 26’ | Marcatori |  |

| Arbitro: | Rancher (Roma) |

|                          |           |                                       |
| Brigo 79’ Uzzecchini 89’ | Marcatori | 50’ Bagatti 65’ Caroli 71’ Cappellaro |

| Arbitro: | Samani (Trieste) |

|  |           |                          |
|  | Marcatori | 59’ Vicino 89’ Meregalli |

#### Girone di ritorno
| Arbitro: | Lombardini (Firenze) |

|                 |           |  |
| Morosi 25’, 43’ | Marcatori |  |

| Verona 10 febbraio 1963 21ª giornata | Verona            | 0 – 0 | Parma | Stadio Marcantonio Bentegodi\| Arbitro: \| Orlando (Bergamo) \| |
| Arbitro:                             | Orlando (Bergamo) |       |       |                                                                 |

| Arbitro: | Politano (Cuneo) |

|                 |           |  |
| Smersy 59’, 87’ | Marcatori |  |

| Parma 24 febbraio 1963 23ª giornata | Parma              | 0 – 0 | Bari | Stadio Ennio Tardini\| Arbitro: \| Carminati (Milano) \| |
| Arbitro:                            | Carminati (Milano) |       |      |                                                          |

| Arbitro: | Samani (Trieste) |

|             |           |                |
| Cantone 35’ | Marcatori | 12’ Uzzecchini |

| Parma 10 marzo 1963 25ª giornata | Parma            | 0 – 0 | Cagliari | Stadio Ennio Tardini\| Arbitro: \| Ferrari (Milano) \| |
| Arbitro:                         | Ferrari (Milano) |       |          |                                                        |

| Arbitro: | Palazzo (Palermo) |

|              |           |  |
| De Paoli 73’ | Marcatori |  |

| Arbitro: | Sebastio (Taranto) |

|                      |           |              |
| Brigo 38’ Vicino 88’ | Marcatori | 75’ Trevisan |

| Arbitro: | Marchese (Napoli) |

|                |           |               |
| Versolatto 31’ | Marcatori | 29’ Carminati |

| Arbitro: | Barolo (Noale) |

|  |           |             |
|  | Marcatori | 49’ Corradi |

| Arbitro: | Carminati (Milano) |

|              |           |                    |
| Silvagna 16’ | Marcatori | 70’, 79’ Andersson |

| Messina 28 aprile 1963 31ª giornata | Messina                      | 0 – 0 | Parma | Stadio Giovanni Celeste\| Arbitro: \| De Robbio (Torre Annunziata) \| |
| Arbitro:                            | De Robbio (Torre Annunziata) |       |       |                                                                       |

| Arbitro: | Angelini (Firenze) |

|               |           |                             |
| Rumignani 15’ | Marcatori | 8’ Meregalli 78’ Uzzecchini |

| Arbitro: | De Robbio (Torre Annunziata) |

|                          |           |  |
| Corradi 9’ Meregalli 89’ | Marcatori |  |

| Arbitro: | Ferrari (Milano) |

|                                       |           |  |
| Gambino 61’ Santopadre 71’ Nocera 81’ | Marcatori |  |

| Parma 26 maggio 1963 35ª giornata | Parma          | 0 – 0 | Pro Patria | Stadio Ennio Tardini\| Arbitro: \| Barolo (Noale) \| |
| Arbitro:                          | Barolo (Noale) |       |            |                                                      |

| Arbitro: | Angonese (Mestre) |

|             |           |  |
| Corradi 53’ | Marcatori |  |

| Arbitro: | D'Agostini (Roma) |

|                           |           |  |
| Innocenti 24’ Bagatti 34’ | Marcatori |  |

| Arbitro: | Soravia (Ancona) |

|                            |           |  |
| Ferrarini 68’ Silvagna 70’ | Marcatori |  |

### Coppa Italia
| Arbitro: | Bonetto (Torino) |

|  |           |              |
|  | Marcatori | 43’ Altafini |

## Statistiche

### Statistiche di squadra
| Competizione | Punti | In casa | In casa | In casa | In casa | In casa | In casa | In trasferta | In trasferta | In trasferta | In trasferta | In trasferta | In trasferta | Totale | Totale | Totale | Totale | Totale | Totale | DR  |
| Competizione | Punti | G       | V       | N       | P       | Gf      | Gs      | G            | V            | N            | P            | Gf           | Gs           | G      | V      | N      | P      | Gf     | Gs     | DR  |
| ------------ | ----- | ------- | ------- | ------- | ------- | ------- | ------- | ------------ | ------------ | ------------ | ------------ | ------------ | ------------ | ------ | ------ | ------ | ------ | ------ | ------ | --- |
| Serie B      | 35    | 19      | 7       | 7       | 5       | 21      | 16      | 19           | 5            | 4            | 10           | 11           | 28           | 38     | 12     | 11     | 15     | 32     | 44     | -12 |
| Coppa Italia |       | 1       | 0       | 0       | 1       | 0       | 1       | 0            | 0            | 0            | 0            | 0            | 0            | 1      | 0      | 0      | 1      | 0      | 1      | -1  |
| Totale       |       | 20      | 7       | 7       | 6       | 21      | 17      | 19           | 5            | 4            | 10           | 11           | 28           | 39     | 12     | 11     | 16     | 32     | 45     | -13 |

### Statistiche dei giocatori
| Giocatore       | Serie B  | Serie B | Coppa Italia | Coppa Italia | Totale   | Totale |
| Giocatore       | Presenze | Reti    | Presenze     | Reti         | Presenze | Reti   |
| --------------- | -------- | ------- | ------------ | ------------ | -------- | ------ |
| G. Uccelli      | 3        | -5      | -            | -            | 3        | -5     |
| A. Recchia      | 35       | -39     | 1            | -1           | 36       | -40    |
| G. Fontana      | 1        | 0       | -            | -            | 1        | 0      |
| E. Polli        | 25       | 0       | -            | -            | 25       | 0      |
| A. Silvagna     | 21       | 2       | 1            | 0            | 22       | 2      |
| G. Versolatto   | 28       | 1       | 1            | 0            | 29       | 1      |
| M. Zurlini      | 20       | 1       | -            | -            | 20       | 1      |
| A. Anceschi     | 1        | 0       | -            | -            | 1        | 0      |
| B. Bruschettini | 10       | 1       | 1            | 0            | 11       | 1      |
| R. Sassi        | 21       | 0       | -            | -            | 21       | 0      |
| U. Balbi        | 33       | 0       | 1            | 0            | 34       | 0      |
| P. Sentimenti   | 15       | 0       | -            | -            | 15       | 0      |
| G. Brigo        | 18       | 4       | 1            | 0            | 19       | 4      |
| A. Romani       | 8        | 0       | -            | -            | 8        | 0      |
| V. Zanetti      | 14       | 1       | 1            | 0            | 15       | 1      |
| C. Corradi      | 18       | 4       | -            | -            | 18       | 4      |
| O. Neri         | 28       | 1       | 1            | 0            | 29       | 1      |
| G. Meregalli    | 36       | 6       | 1            | 0            | 37       | 6      |
| I. Meroi        | 5        | 1       | 1            | 0            | 6        | 1      |
| F. Possanzini   | 15       | 0       | 1            | 0            | 16       | 0      |
| F. Ferrarini    | 1        | 1       | -            | -            | 1        | 1      |
| C. Rancati      | 1        | 0       | -            | -            | 1        | 0      |
| S. Smersy       | 14       | 2       | -            | -            | 14       | 2      |
| N. Taiano       | 1        | 0       | -            | -            | 1        | 0      |
| R. Uzzecchini   | 21       | 4       | -            | -            | 21       | 4      |
| F. Vicino       | 25       | 2       | 1            | 0            | 26       | 2      |